# 포콜라레 운동

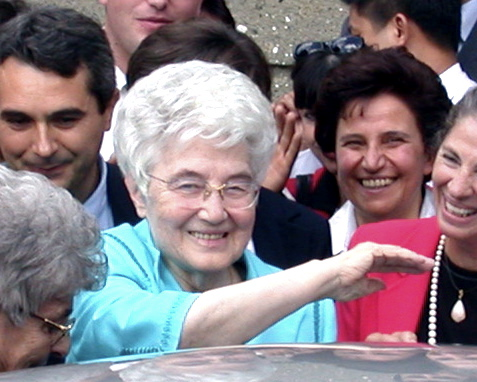
포콜라레 운동의 창설자 끼아라 루빅

포콜라레 운동(Focolare Movement)은 1943년 이탈리아 북부 트렌토에서 창설자인 끼아라 루빅(Chiara Lubich)을 중심으로 시작되어, 이탈리아 전역과 유럽, 현재는 전세계적으로 전개되고 있는 가톨릭의 사도직 활동 단체이다. 마리아의 사업회라고도 불린다. 제2차 세계대전 동안 트렌토시가 폭격에 휩싸여 있을 때 이 운동은 시작되었다. 이탈리아어로 '벽난로'를 뜻하는 포콜라레(Focolare)는 분열과 갈등으로 얽힌 세상에 '서로 간 사랑과 모든 이의 일치'를 목적으로 창설된 영성 운동이다.  포콜라레 운동은 어른부터 젊은이, 청소년들, 어린이, 유아들에 이르기까지 누구나 참여할 수 있으며, 가정을 이루고 생활하는 사람뿐만 아니라, 주교, 사제, 수도자와 같은 평신도가 아닌 사람들도 참여하고 있다.
18개 분야의 활동이 있으며, 주된 활동으로 새인류 운동, 새가정 운동, 청소년 운동, 새본당 운동, 사제 운동, 남녀 수도자 운동 등이 있다. 이 운동에 속한 젠 베르데(Gen Verde)와 젠 로쏘(Gen Rosso) 공연단이 우리나라에서 공연을 하기도 했다.